# Damernas 3 000 meter i hastighetsåkning på skridskor vid olympiska vinterspelen 1988
Damernas 3 000 meter i skridskor vid de olympiska vinterspelen 1988 avgjordes den 23 februari 1988, vid Olympic Oval. Loppet vanns av Yvonne van Gennip från Nederländerna.
29 deltagare från 14 nationer deltog i tävlingen.

## Rekord
Gällande världsrekord och olympiskt rekord före Vinter-OS 1988:
| Världsrekord     | Gabi Zange (GDR)    | 4:16,76 | Calgary, Alberta, Kanada | 5 december 1987  |
| Olympiskt rekord | Andrea Schöne (GDR) | 4:24,79 | Sarajevo, Jugoslavien    | 15 februari 1984 |

Följande nya världsrekord och olympiska rekord blev satta under tävlingen:
| Datum       | Idrottare         | Nation        | Tid     | OR | VR |
| ----------- | ----------------- | ------------- | ------- | -- | -- |
| 23 februari | Andrea Ehrig      | Östtyskland   | 4:12,09 | OR | VR |
| 23 februari | Yvonne van Gennip | Nederländerna | 4:11,94 | OR | VR |

## Medaljörer
| Gren        | Guld                            | Guld         | Silver                   | Silver  | Brons                  | Brons   |
| 3 000 meter | Yvonne van Gennip Nederländerna | 4.11,94 (VR) | Andrea Ehrig Östtyskland | 4.12,09 | Gabi Zange Östtyskland | 4.16,92 |

## Resultat
| Placering | Idrottare               | Nation        | Tid       | Tid bakom | Noteringar      |
| --------- | ----------------------- | ------------- | --------- | --------- | --------------- |
| 1         | Yvonne van Gennip       | Nederländerna | 4:11,94   | –         | (VR)            |
| 2         | Andrea Ehrig            | Östtyskland   | 4:12,09   | +0,15     |                 |
| 3         | Gabi Zange              | Östtyskland   | 4:16,92   | +4,98     |                 |
| 4         | Karin Kania             | Östtyskland   | 4:18,80   | +8,86     |                 |
| 5         | Erwina Ryś-Ferens       | Polen         | 4:22,59   | +10,59    |                 |
| 6         | Svetlana Bojko          | Sovjetunionen | 4:22,90   | +10,96    |                 |
| 7         | Seiko Hashimoto         | Japan         | 4:23,29   | +11,35    |                 |
| 7         | Jelena Lapuga           | Sovjetunionen | 4:23,29   | +11,35    |                 |
| 9         | Jelena Tumanova         | Sovjetunionen | 4:24,07   | +12,13    |                 |
| 10        | Jasmin Krohn            | Sverige       | 4:25,06   | +13,12    |                 |
| 11        | Jane Goldman            | USA           | 4:25,26   | +13,32    |                 |
| 12        | Anja Mischke            | Västtyskland  | 4:26,30   | +14,36    |                 |
| 13        | Elena Belci             | Italien       | 4:27,21   | +15,27    |                 |
| 14        | Emese Hunyady           | Österrike     | 4:27,56   | +15,62    |                 |
| 15        | Ariane Loignon          | Kanada        | 4:28,55   | +16,91    |                 |
| 16        | Marieke Stam            | Nederländerna | 4:28,92   | +16,98    |                 |
| 17        | Han Chun-ok             | Nordkorea     | 4:29,16   | +17,22    |                 |
| 18        | Natsue Seki             | Japan         | 4:29,77   | +17,83    |                 |
| 19        | Mary Docter             | USA           | 4:29,92   | +17,99    |                 |
| 20        | Leslie Bader            | USA           | 4:30,09   | +18,15    |                 |
| 21        | Zhang Qing              | Kina          | 4:30,19   | +18,25    |                 |
| 22        | Kim Young-ok            | Sydkorea      | 4:30,60   | +18,66    |                 |
| 23        | Song Hwa-Son            | Nordkorea     | 4:31,05   | +19,11    |                 |
| 24        | Marie-France van Helden | Frankrike     | 4:32,34   | +20,40    |                 |
| 25        | Minna Nystedt           | Norge         | 4:35,35   | +23,41    |                 |
| 26        | Chantal Côté            | Kanada        | 4:35,74   | +23,80    |                 |
| 27        | Stéphanie Dumont        | Frankrike     | 4:38,03   | +26,09    |                 |
| 28        | Choi Hye-sok            | Sydkorea      | 4:42,26   | +30,32    |                 |
| –         | Ingrid Paul             | Nederländerna | [4:29,53] | –         | Diskvalificerad |